# Comitato paralimpico argentino
Il comitato paralimpico argentino è un comitato paralimpico nazionale per lo sport per disabili dell'Argentina.